# WCW Women’s Cruiserweight Championship
Die WCW Women’s Cruiserweight Championship war ein kurzlebiger Frauen-Wrestlingtitel von World Championship Wrestling (WCW). Wie die ebenfalls nur kurze Zeit aktive WCW Women’s Championship handelte es sich um einen gemeinsamen Titel mit der japanischen Frauenliga Gaea Japan. Wie bei allen Wrestlingtiteln wurde der Titel innerhalb einer Storyline vergeben.
Der Titel richtete sich an Cruiserweight-Wrestlerinnen, diese sollten nach den Statuten ein Gewicht von 130 lbs. (etwa 58,967 kg) nicht überschreiten. Dies entspricht im Ringen dem Weltergewicht und im Boxen dem Superfedergewicht, das Cruisergewicht existiert für Frauen in keiner Sportart.
Um den ersten Champion zu bestimmen, wurde ein Turnier mit insgesamt vier Frauen veranstaltet. Die erste Runde fand bei WCW Monday Nitro am 31. März 1997 statt. Dort durfte Toshie Uematsu ihre Kontrahentin Meiko Satomura besiegen. Am 1. April 1997 fand die zweite Runde bei einem TV-Taping in Johnston City statt. Dort durfte Malia Hosaka ihre Gegnerin Sonoko Kato besiegen. Das zweite Halbfinale wurde nicht ausgestrahlt. Das Finale fand schließlich am 7. April im Rahmen einer WCW-Monday-Nitro-Aufnahme als Dark Match statt. Hier durfte Tushie Uematsu den Titel gewinnen. Die eigentliche Ausstrahlung erfolgte am 19. April 1997 auf WCW Main Event.
Der Titel wurde von WCW nie besonders beworben, die beiden weiteren Titelwechsel fanden jeweils bei Großveranstaltungen von Gaea statt, bis der Titel am 3. April 1998 eingestellt wurde, als die Partnerschaft zwischen WCW und Gaea Japan endete.

## Liste der Titelträger
| # | Wrestlerin        | Nummer | Datum              | Tage | Ort                      | Veranstaltung                          | Bemerkungen                                   |
| - | ----------------- | ------ | ------------------ | ---- | ------------------------ | -------------------------------------- | --------------------------------------------- |
| 1 | Toshie Uematsu    | 1      | 7. April 1997      | 103  | Huntsville, Alabama, USA | WCW Main Event                         | Besiegte Malia Hosaka in einem Turnierfinale. |
| 2 | Yoshiko Tamura    | 1      | 19. Juli 1997      | 63   | Yokohama, Japan          | The Dream & Future ~ 2nd Jr. All Stars | [ 4 ]                                         |
| 3 | Sugar Sato        | 1      | 20. September 1997 | 195  | Kawasaki, Japan          | GAEA Double Destiny                    |                                               |
|   | Titel eingestellt | -      | 3. April 1998      | 0    | Yamaguchi, Japan         | GAEA Full Bloom                        |                                               |